# Anosia tambora
Anosia tambora är en fjärilsart som beskrevs av Hans Fruhstorfer 1899. Anosia tambora ingår i släktet Anosia och familjen praktfjärilar. Inga underarter finns listade i Catalogue of Life.